# Mars 2
Mars 2 là một cuộc thám hiểm không người lái của chương trình sao Hỏa, một loạt các tàu khu trục không người lái và quỹ đạo do Liên Xô đưa ra ngày 19 tháng 5 năm 1971. Nhiệm vụ của Mars 2 và Mars 3 bao gồm tàu vũ trụ giống nhau, mỗi tàu vũ trụ có một thiết bị bay trên quỹ đạo và một thiết bị hạ cánh. Các thiết bị bay trên quỹ đạo giống hệt với Venera 9 bus hoặc orbiter. Loại bus / orbiter là 4MV. Các tàu vũ trụ này đã được phóng lên bằng một tên lửa phóng lớn Proton-K với một giai đoạn đẩy tiếp theo trên Blok D. Tàu vũ trụ Mars 2 trở thành vật thể nhân tạo đầu tiên chạm tới bề mặt của sao Hỏa, mặc dù hệ thống hạ cánh thất bại và tàu đổ bộ đã bị mất.

## Phóng lên
Vào ngày 19 tháng 5 năm 1971, chiếc xe phóng lớn Proton-K đã phóng chiếc đầu dò từ sân bay vũ trụ Baikonur. Sau khi giai đoạn đầu tiên tách ra giai đoạn thứ hai đã được đốt cháy. Động cơ sân khấu thứ ba đã đẩy Mars 2 vào quỹ đạo chờ vòng quanh Trái Đất, sau đó giai đoạn Blok D đã đẩy Mars 2 vào quỹ đạo đi tới sao Hỏa.

## Vào quỹ đạo
Loại modul quỹ đạo là 4MV, cũng được sử dụng cho Mars-3 và sau đó là sao Hỏa và Venera. Động cơ quỹ đạo thực hiện một lực đẩy để đưa tàu vũ trụ vào một quỹ đạo kích cỡ 1380 x 24.940 km, quỹ đạo 18 giờ vòng quanh sao Hỏa với độ nghiêng 48,9 độ. Các dụng cụ khoa học thường được bật trong khoảng 30 phút gần điểm cực cận.
Mục tiêu khoa học chính của modul quỹ đạo là hình ảnh bề mặt sao Hỏa và mây trên sao Hỏa, xác định nhiệt độ trên sao Hỏa, nghiên cứu địa hình, thành phần và tính chất vật lý của bề mặt, đo đặc tính của khí quyển, theo dõi gió mặt trời và từ trường liên hành tinh và sao Hỏa. và hoạt động như một trung gian truyền thông để gửi tín hiệu từ thiết bị đổ bộ đến Trái Đất.